# Лорето (департамент)
Департамент Лорето  (исп. Departamento de Loreto) — департамент в Аргентине в составе провинции Сантьяго-дель-Эстеро.
Территория — 3337 км². Население — 20036 человек. Плотность населения — 6,00 чел./км².
Административный центр — Лорето.

## География
Департамент расположен на юго-западе провинции Сантьяго-дель-Эстеро.
Департамент граничит:
- на севере — с департаментом Силипика
- на северо-востоке — с департаментом Сан-Мартин
- на востоке — с департаментом Атамиски
- на юге — с департаментом Охо-де-Агуа
- на западе — с департаментом Чоя

## Административное деление
Департамент включает 1 муниципалитет:
- Лорето

## Важнейшие населенные пункты[3]
| № | Населённый пункт          | Населённый пункт (исп.)   | Категория | Население чел. (2010) | На карте                        |
| - | ------------------------- | ------------------------- | --------- | --------------------- | ------------------------------- |
| 1 | Лорето (Вилья-Сан-Мартин) | Loreto (Villa San Martín) | город     | 10996                 | 28°18′08″ ю. ш. 64°10′59″ з. д. |